# Événement hybride
 (mars 2015).
- Si vous ne connaissez pas le sujet, laissez ce bandeau (vous pouvez alors contacter les auteurs).
- Si vous supprimez le contenu mis en cause (vous pouvez préalablement contacter les auteurs),

argumentez précisément cette suppression dans la page de discussion
(un manque de référence n'est pas un argument ; une recherche réelle de référence doit avoir été effectuée, être formellement documentée).
 (décembre 2013).
Un événement hybride est un rendez-vous à la fois physique et virtuel. Répandu aux États-Unis, il donne au public intéressé par un événement la possibilité d'y participer soit par sa présence physique, soit par le biais d’un ordinateur connecté à internet. Dans ce dernier cas, grâce aux innovations technologiques, le public ne perd rien des échanges et de sa capacité d’interaction en temps réel avec les intervenants et les participants.

## Présentation
Un événement virtuel peut prendre différentes formes : salon/foire, congrès/séminaire, réunion, conférence, workshop etc. Ce sont des plateformes web qui permettent l’organisation événements hybrides ou 100 % virtuels. Elles sont en quelque sorte louées aux organisateurs car elles restent hébergées chez les opérateurs. Certaines des plateformes dédiées à l’événementiel virtuel ont parfaitement reconstitué en 3D l’environnement d’un salon traditionnel avec ses différents espaces : halls avec stands, auditorium, hall d’accueil, etc[réf. nécessaire].
Un événement virtuel reproduit les mêmes types d’interactions qu’un événement physique. En effet, les plateformes en ligne sont munies de fonctionnalités évoluées. Par exemple, l’internaute entre dans le salon, reçoit son badge, est accueilli par une hôtesse d’accueil, sélectionne le hall qu’il souhaite parcourir et visite les stands.
Chaque stand virtuel est doté des mêmes fonctionnalités et permet l’interactivité en temps réel entre les acteurs du salon (exposants ou animateurs des stands, conférenciers, intervenant ou formateur dans les workshops) et l’internaute :
- Les visiteurs, exposants et conférenciers peuvent se parler en instantané grâce à des visio-chats ou des chats.
- Les exposants présentent leurs produits et leurs savoir-faire à travers des vidéos, des plaquettes en pdf que les visiteurs peuvent visionner ou télécharger.
- Les conférences et les workshops sont diffusés/retransmis sur la plateforme en direct dans le théâtre virtuel ou dans l’espace workshop et, toujours grâce aux fonctionnalités évoluées, offrent toute latitude d’interaction en live entre les différentes parties. Enregistrées, elles sont aussi disponibles en replay aux visiteurs n’auraient pas pu assister à ces temps forts.

Ce nouvel modèle événementiel offre une complémentarité à un événement physique à moindre coût et l’inscrit dans une dimension de développement durable. Il fait gagner du temps aux parties prenantes grâce à une simplicité d’accès et d’action : communiquer, échanger, conseiller, former et vendre – sans se déplacer. Un événement virtuel n’engage aucun investissement en matériel, aucun transport[réf. nécessaire].
Ces différents atouts donnent plusieurs avantages à chacune des parties prenantes : audience élargie, création d’interactions à un niveau international, nouvelles sources de revenus[réf. nécessaire].